# Delaware, Oklahoma
Delaware är en ort i Nowata County i delstaten Oklahoma, USA.